# Sungai Gading
Sungai Gading is een bestuurslaag in het regentschap Muko-Muko van de provincie Bengkulu, Indonesië. Sungai Gading telt 943 inwoners (volkstelling 2010).